# ET40
ET40 — вантажний двосекційний електровоз постійного струму. Будувався в Чехословаччині на заводі Шкода в місті Пльзень спеціально для експорту в Польську Народну Республіку на Польські державні залізниці (PKP).

## Історія
В Польщі ці електровози експлуатувалися на вугільних маршрутах на Вугільній магістралі (пол. Magistrala węglowa) між родовищами вугілля в Верхньої Сілезії і портовим містом Гдиня.
В 1960-х і 1970-х роках залізничні перевезення в Польщі збільшувалися. Особливо велике зростання припало на лінію, що сполучає Верхньосілезький вугільний басейн і порти на Балтійському морі. На початку 1970-х основна залізнична магістраль, яка веде в цьому напрямку — електрифікується постійним струмом (3 кВ). Для обслуговування електрифікованої лінії знадобилися порівняно потужні вантажні електровози здатні везти важкі вантажні поїзди.
Після переговорів замовлення на партію з 60 таких локомотивів розмістили в Чехословаччині на заводі Шкода. Їх конструкція була заснована на конструкції електровоза EU05, який поставлявся в країни соціалістичного табору як пасажирський (в СРСР цей електровоз отримав позначення серії ЧС3).
Електровоз об'єднали в дві секції, внесли зміни в конструкцію. Заводське позначення цієї серії електровозів 77E1 (30 од. Виготовлено в 1975 році) і 77E2 (30 од. Виготовлено в 1978 році).
З 2007 року електровози ET40 передали в локомотивне депо Бидгощ, однак кілька машин ще з 2000 року експлуатуються на лінії Вроцлав-Єленя-Ґура, замінивши там застарілі електровози ET21.

## Технічне оснащення
Основні відмінності електровоза ET40 від попередника пов'язані із зміною ланцюгів управління, силової схеми, тягової передачі та системи охолодження. Кожна із секцій локомотива має кабіну машиніста на одному кінці і тамбур для проходу в сусідню секцію на іншому кінці.
Під кожною секцією два двовісні візки . Всі колісні пари  електровоза мають індивідуальний тяговий привід через карданний вал. Передавальне відношення — 84:27. Тягові електродвигуни 7AL — 484ZT тривалої потужності 510 кВт підвішені на візку.
Вхід в електровоз здійснюється безпосередньо через кабіну машиніста, як з лівого, так і з правого боку. Кабіни машиніста опалюються електрокалориферами. У кабінах є побутові холодильники для зберігання продуктів. Двірники лобового скління мають електропривід. На задній стінці кабіни машиніста розміщена шафа для верхнього одягу локомотивної бригади, а також дверцята. З кабіни машиніста ведуть двоє дверей — одна в прохідній коридор, друга безпосередньо в високовольтну камеру.
Електровоз оснащений електропневматичними довантажувачами передніх по ходу руху колісних пар.
Електровози з 01 по 30 мали один струмоприймач на секцію, а з 31 по 60 по два.
Тягові двигуни на серієсному з'єднанні мали напругу на клемах по 1500 вольт. Двигуни одного візка охолоджуються одним мотор-вентилятором. У кожній секції встановлено один повітряний компресор короткочасно-повторної дії з продуктивністю 140 кубометрів на годину.